# Macrodactylus bolivianus
Macrodactylus bolivianus är en skalbaggsart som beskrevs av Moser 1918. Macrodactylus bolivianus ingår i släktet Macrodactylus och familjen Melolonthidae. Inga underarter finns listade i Catalogue of Life.